# Fawaz Jneid
Fawaz Jneid, ook wel  Sjeik Fawaz Jneid, (Tripoli (Libanon), 1 juli 1964) was tot 2012 imam bij de Haagse salafistische As-Soennah-moskee.

## Levensloop
Fawaz Jneid werd geboren in Libanon, maar kreeg na zijn geboorte de Syrische nationaliteit. Hij werkte als imam in Saoedi-Arabië en de Verenigde Arabische Emiraten. Na de Golfoorlog kreeg hij daar problemen vanwege zijn anti-Amerikaanse houding en vertrok in 1992 naar Nederland. Fawaz spreekt Nederlands, maar laat zich in het openbaar door een tolk bijstaan.
Een aantal weken voor de moord op Theo van Gogh (2 november 2004) vervloekte hij Ayaan Hirsi Ali en Theo van Gogh in een preek: "O God, bezorg Van Gogh een ziekte die door alle bewoners van de aarde niet kan worden genezen. Hij zou daardoor tevergeefs naar de dood verlangen en treft het niet." En: "O God, verblind het zicht van Ayaan Hirsi Ali zoals u haar hart hebt verblind, o God, verblind haar zicht, o God, bezorg haar hersenen een kanker. O God, bezorg haar een tongkanker." Dit als reactie op het, in zijn ogen, verspreiden van leugens en het aanzetten tot haat jegens de islam en de moslims in het algemeen.
In november 2005 deed Ayaan Hirsi Ali aangifte tegen hem wegens bedreiging.
Fawaz noemde in april 2008 stadsdeelraadvoorzitter Ahmed Marcouch een munafiq (een moslim die zich voor moslim uitgeeft maar niet gelooft) omdat Marcouch volgens Fawaz jongeren adviseerde afstand te doen van voor moslims verplichte zaken, zoals het dragen van een hoofddoek. Marcouch antwoordde door te stellen dat Fawaz op deze wijze een fatwa over hem had uitgesproken en dat het uitspreken van fatwa's bij wet verboden zou moeten worden.
Ahmed Aboutaleb pleitte daarop voor ontslag van de omstreden imam, die volgens hem de Marokkaanse gemeenschap veel schade toebrengt omdat hij Marokkanen steeds in opspraak brengt. Het wordt daardoor ingewikkelder Marokkaanse jongeren aan een baan te helpen omdat, volgens Aboutaleb, Fawaz ervoor zorgt dat bedrijven liever geen Marokkanen in dienst nemen.
In april 2008 zijn Ahmed Marcouch en Fawaz Jneid met elkaar in debat gegaan. Hieruit kwam naar voren dat Jneid geen fatwa had uitgevaardigd.
In maart 2012 werd Fawaz door het bestuur van de As-Soennah-moskee geschorst en uit het bestuur gezet. In september 2015 hebben CDA-kamerleden Pieter Omtzigt en Peter Oskam vragen gesteld over de vestiging van deze imam in de Haagse Schilderswijk.
In maart 2018 kwam Jneid wederom in opspraak nadat de imam de Rotterdamse burgemeester Ahmed Aboutaleb een afvallige moslim zou hebben genoemd. Minister Ferdinand Grapperhaus zei hierover in het vragenuur van de Tweede Kamer dat Jneid "zeer nauwlettend" in de gaten wordt gehouden als het gaat om de strafbaarheid van zijn uitspraken, maar dat hij tot nu toe niet strafrechtelijk vervolgd kon worden.